# The Ghost of Piramida
The Ghost Of Piramida er en dokumentarfilm instrueret af Andreas Koefoed efter manuskript af Andreas Koefoed og Jacob Schulsinger.

## Handling
Man bliver lige dele forbløffet og fascineret, når man første gang oplever Piramida, den russiske mineby på Svalbard, der står ubeboet tilbage, som var den et fiktivt scenarie af tiden efter 3. verdenskrig. Menneskene er borte, men de minimalistiske betonboligblokke står tilbage og vidner om det liv, der var. Her går det danske band Efterklang i land for at indsamle stedets melankoli og sjæl i form af små lydbidder, der danner rammen om deres seneste album, "Piramida". Flankeret af deres fåmælte og ikke synligt imponerede russiske guide går gruppen på jagt i de tomme bygninger, imens filmen tager os med tilbage til en svunden tid, hvor Piramida blomstrede, og de tilflyttede russiske minearbejdere og deres familier levede i et sovjetisk parallelsamfund langt væk fra moderlandets rædsler.